# Shi Pingmei
Dans ce nom chinois, le nom de famille, Shi, précède le nom personnel.
Pingmei Shi ou Shi Pingmei (en chinois : 石评梅#) née le 20 Septembre 1902 à Taiyuan et morte le 30 Septembre 1928, est une écrivaine chinoise.
Elle fut considérée comme l'une des quatre femme les plus célèbres pour ses contributions à la littérature chinoise de la République de Chine.